# تصفيات كأس أمم آسيا لكرة السلة 2021
تقام حاليا تصفيات كأس آسيا لكرة السلة 2021 لتحديد المشاركين الستة عشر في بطولة كأس آسيا لكرة السلة.

## شكل التصفيات
تماشيا مع الصيغة الجديدة للاتحاد الدولي لكرة القدم التي تم تنفيذها منذ عام 2017، بدأ اتحاد أمم آسيا تصفيات كأس آسيا لكرة السلة 2021 في عام 2018. وقد جرى التنافس على أساس المناطق الفرعية في التصفيات التمهيدية، وتم خلال نفس الشوطين الثاني والثالث من تصفيات كأس العالم لكرة السلة 2019. الفرق التي خرجت منتصرة في التصفيات التمهيدية تأهلت إلى الدور الثاني الذي سينطلق مباشرة بعد كأس العالم لكرة السلة 2019.

## ما قبل التصفيات

### الفرق المتأهلة
| الفرق التي تدخل التصفيات                                          | الفرق التي تدخل التصفيات                                                                       | الفرق التي تدخل ما قبل التصفيات الإقليمية | الفرق التي تدخل ما قبل تصفيات المنطقة الفرعية        | الفرق التي تدخل ما قبل تصفيات المنطقة الفرعية               | الفرق التي تدخل ما قبل تصفيات المنطقة الفرعية  |
| المنطقة الغربية                                                   | المنطقة الشرقية                                                                                | الفرق التي تدخل ما قبل التصفيات الإقليمية | الخليج                                               | جنوب شرق آسيا                                               | جنوب آسيا                                      |
| ----------------------------------------------------------------- | ---------------------------------------------------------------------------------------------- | ----------------------------------------- | ---------------------------------------------------- | ----------------------------------------------------------- | ---------------------------------------------- |
| إيران · لبنان · الأردن · سوريا · العراق · قطر · الهند · كازاخستان | أستراليا · كوريا الجنوبية · نيوزيلندا · الصين · الفلبين · اليابان · تايبيه الصينية · هونغ كونغ | فلسطين · ماكاو · فيجي · غوام              | البحرين · السعودية · الإمارات العربية المتحدة · عمان | إندونيسيا · تايلاند · سنغافورة · ماليزيا · بروناي · كمبوديا | سريلانكا · بنغلاديش · المالديف · بوتان · نيبال |

## التصفيات الأولية للمنطقة الفرعية

### الخليج
| م | الفريق                   | لعب | ف | خ | Pله | Pع  | Pف   | نقاط | التأهل                                                    |
| - | ------------------------ | --- | - | - | --- | --- | ---- | ---- | --------------------------------------------------------- |
| 1 | البحرين                  | 6   | 5 | 1 | 472 | 419 | +53  | 11   | تقدم إلى التصفيات التمهيدية لكأس أمم آسيا لكرة السلة 2021 |
| 2 | السعودية                 | 6   | 4 | 2 | 505 | 435 | +70  | 10   | تقدم إلى التصفيات التمهيدية لكأس أمم آسيا لكرة السلة 2021 |
| 3 | الإمارات العربية المتحدة | 6   | 3 | 3 | 485 | 447 | +38  | 9    |                                                           |
| 4 | عمان                     | 6   | 0 | 6 | 348 | 509 | −161 | 6    |                                                           |

#### جنوب شرق آسيا
| م | الفريق      | لعب | ف | خ | Pله | Pع  | Pف   | نقاط | التأهل                                                    |
| - | ----------- | --- | - | - | --- | --- | ---- | ---- | --------------------------------------------------------- |
| 1 | إندونيسيا   | 5   | 5 | 0 | 479 | 298 | +181 | 10   | تقدم إلى التصفيات التمهيدية لكأس أمم آسيا لكرة السلة 2021 |
| 2 | تايلاند (H) | 5   | 4 | 1 | 459 | 277 | +182 | 9    | تقدم إلى التصفيات التمهيدية لكأس أمم آسيا لكرة السلة 2021 |
| 3 | سنغافورة    | 5   | 3 | 2 | 452 | 306 | +146 | 8    | تقدم إلى التصفيات التمهيدية لكأس أمم آسيا لكرة السلة 2021 |
| 4 | ماليزيا     | 5   | 2 | 3 | 366 | 308 | +58  | 7    | تقدم إلى التصفيات التمهيدية لكأس أمم آسيا لكرة السلة 2021 |
| 5 | بروناي      | 5   | 1 | 4 | 250 | 476 | −226 | 6    |                                                           |
| 6 | كمبوديا     | 5   | 0 | 5 | 211 | 552 | −341 | 5    |                                                           |

### جنوب آسيا
| م | الفريق       | لعب | ف | خ | Pله | Pع  | Pف  | نقاط | التأهل                                                    |
| - | ------------ | --- | - | - | --- | --- | --- | ---- | --------------------------------------------------------- |
| 1 | سريلانكا     | 4   | 4 | 0 | 288 | 208 | +80 | 8    | تقدم إلى التصفيات التمهيدية لكأس أمم آسيا لكرة السلة 2021 |
| 2 | بنغلاديش (H) | 4   | 3 | 1 | 248 | 237 | +11 | 7    | تقدم إلى التصفيات التمهيدية لكأس أمم آسيا لكرة السلة 2021 |
| 3 | المالديف     | 4   | 2 | 2 | 251 | 282 | −31 | 6    |                                                           |
| 4 | بوتان        | 4   | 1 | 3 | 243 | 271 | −28 | 5    |                                                           |
| 5 | نيبال        | 4   | 0 | 4 | 248 | 280 | −32 | 4    |                                                           |